# Nicolas Gillet
Nicolas Gillet (Brétigny-sur-Orge, 11 augustus 1976) is een Franse voetballer (verdediger) die sinds 2010 voor de Franse tweedeklasser SCO Angers uitkomt. Voordien speelde hij voor FC Nantes, RC Lens en Le Havre AC.
Gillet speelde in 2001 één wedstrijd voor de Franse nationale ploeg tijdens de Confederations Cup tegen Australië.

## Erelijst
FC Nantes
- Frans landskampioen

2001
 Frans voetbalelftal
- FIFA Confederations Cup

2001